# Нанюкі
Нанюкі — ринкове містечко в окрузі Лайкіпія в Кенії, розташоване на північний захід від гори Кенія вздовж дороги A2 і на кінцевій станції залізничної гілки від Найробі. Назва походить від слова Enyaanyukie Masai, що означає схожість.
Місто розташоване на північ від екватора (0° 01' північної широти). У 1907 році британські іммігранти оселилися в Нанюкі, деякі з їх нащадків досі живуть у місті та його околицях. В даний час Нанюкі є головним аеродромом (аеробазою) ВПС Кенії. Підрозділ підготовки британської армії Кенія (BATUK) має базу в казармах Ньяті. Він проводить піхотні навчання в Лайкіпії та на території Міністерства оборони Кенії в Арчерс-Пост.

## Історія
З самого початку тут жили пастухи Масаї. На початку колоніальної Кенії в 1907 році тут оселилися британські іммігранти. Майор Дігбі Тетем-Уортер, офіцер британської армії, який прославився тим, що носив у бою парасольку, переїхав до Нанюкі після війни і жив на своїй фермі до своєї смерті в 1993 році. Під час повстання Мау Мау Дігбі за власний кошт зібрав добровольчу кінну поліцію та повів їх проти Мау Мау. Місто відоме малими та великими фермами, ранчо та пасовищними угіддями, а також охороною дикої природи. Це також база для людей, які прагнуть піднятися на гору Кенія. Нанюкі розташований майже прямо на екваторі, і знаки екватора, встановлені урядами Кенії та Нанюкі поруч з A2, відомі.

## Клімат
У Нанюкі відносно прохолодно цілий рік клімат, випадають слабкі опади, з чітко вираженим сухим сезоном у січні та лютому.

## Економіка

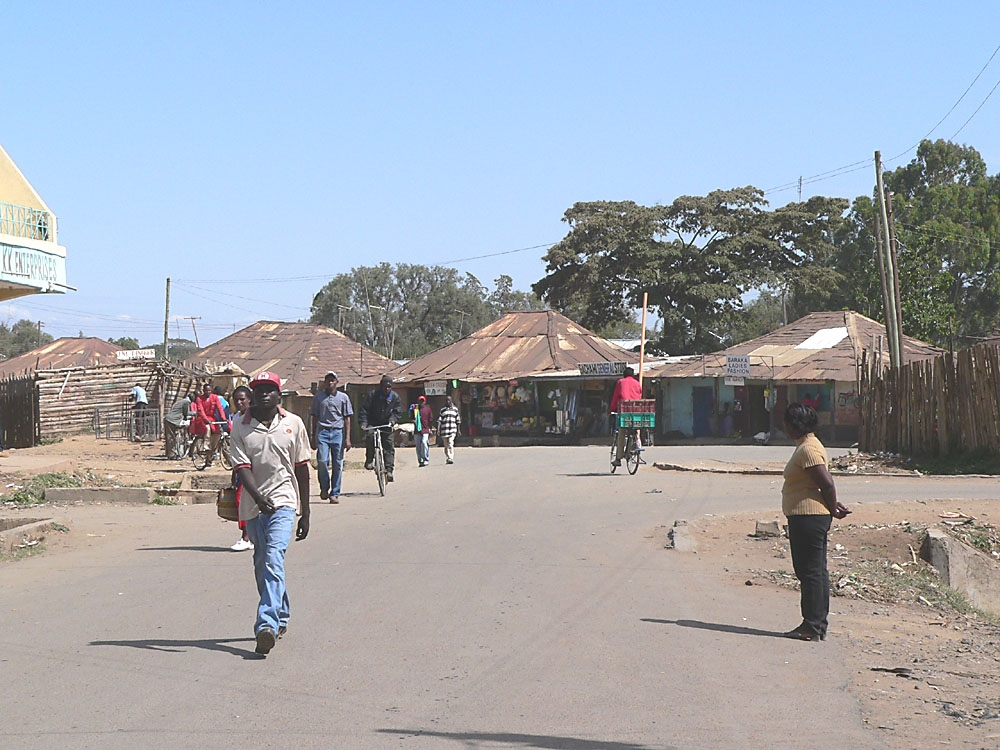
Квартал Маденго

У 2019 році міське населення муніципалітету Нанюкі становило 72 813 особи . Більшість представників населення заробляє гроші торгівлею. Магазини в місті постачають багато ферм, ранчо та ігрових парків. Спочатку більшість магазинів належали індійцям, які досі складають значну частину населення. Альпіністи та мандрівники відвідують Нанюкі по дорозі на гору Кенія або з неї вздовж маршрутів Сірімон і Наро Мору, а багато інших туристів використовують місто як транзитний вузол. Нанюкі має багато готелів, серед яких Mount Kenya Safari Club і Sportsman's Arms Hotel, Sport's Club, Le Rustique, Kongoni Camp, Mount Kenya Paradise Hotel і Joskaki Hotel. На південь від Нанюкі, котедж Bantu пропонує активний відпочинок на свіжому повітрі, зокрема прогулянки лісом. У сусідньому ресторані «Trout Tree» пропонують форель, приготовану різними способами з власного форельного господарства.
У Наньюкі мало великої промисловості. Текстильна фабрика Mount Kenya (Mountex) Mills збанкрутувала в 1978 році, ненадовго була знову відкрита під новим керівництвом, але згодом знову закрита. У Нанюкі було кілька лісопилок. Однак через майже повну заборону на вирубку дерев на горі Кенія, вони або закрилися, або змншили обсяг вирубки. Нещодавно в районі Нанюкі з’явилися великі садівничі підприємства, включаючи квіткову ферму Лікій, ферму Трако, ферму Конгоні та кілька інших вздовж дороги Нанюкі-Тімау. Відновлений залізничний транспорт між Нанюкі та Найробі збільшив торгівлю в місті. Основними роздрібними центрами є Cieni, Cedar Mall і Quick Mart.
У центрі міста розташований міський парк, через який протікають дві річки Нанюкі та Лікій. Через південну частину Нанюкі проходить екватор . Його можна перетинати, під’їжджаючи до Нанюкі на A2 з півдня. Це місце популярне серед туристів.

### Туризм
Аеропорт розташований за 6,5 км на південь від міста вздовж шосе до Найробі та обслуговує легкі літаки. Є також регулярні рейси Air Kenya, Safarilink і Fly SAX, що зручно для бізнесменів і туристів. Місто також обслуговує асфальтована дорога з Найробі та до північної Кенії. Туристи можуть відвідати ряд парків і заповідників в околицях Нанюкі, найочевиднішим з яких є національний парк Маунт Кенія. Заповідник дикої природи Маунт-Кенії та сафарі-клуб Fairmont Mount Kenya приймають велику кількість туристів, які шукають розкішного сафарі. У готелі є 120 розкішних номерів із видом на гору Кенія поряд із заповідником дикої природи Маунт-Кенія, який разом із Фондом дикої природи Вільяма Холдена прагне розмножувати та повертати на гору Кенія зникаючих антилоп бонго. Інші — заповідник Ол Педжета , заповідник дикої природи Лева, національний парк Абердер, національний заповідник Самбуру та Шаба.
Вода Нанюкі одна з найчистіших у Кенії, оскільки джерело бере початок з гори Кенія. Вся водопровідна система живиться самопливом, від подачі до каналізації.

### Освіта
Навчальні заклади в Нанюкі включають середню школу Нанюкі, середню школу для дівчат Moi Equator, школу Св. Крістофера (колишня школа Біхайв), міжнародну школу Брейберн Нанюкі, початкову школу Нанюкі, початкову школу Непорочної Марії, школу Барака, школу Бріквудс, школу Св. Джуда Нтурукума, школа Луїзи та інші.

## Зображення

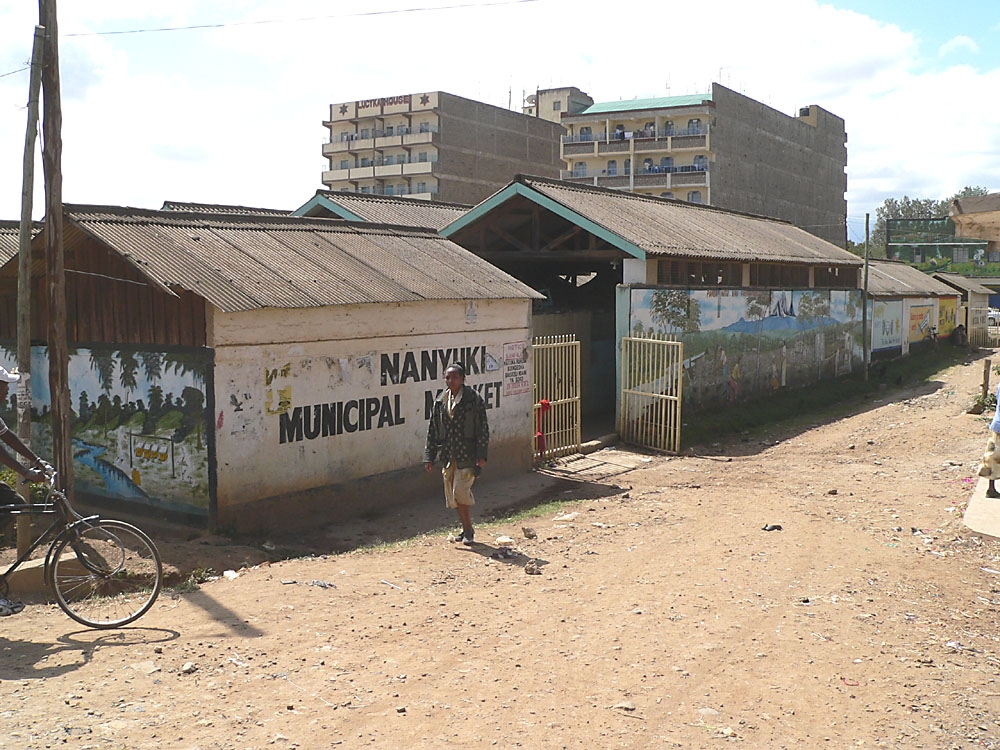
Муніципальний ринок
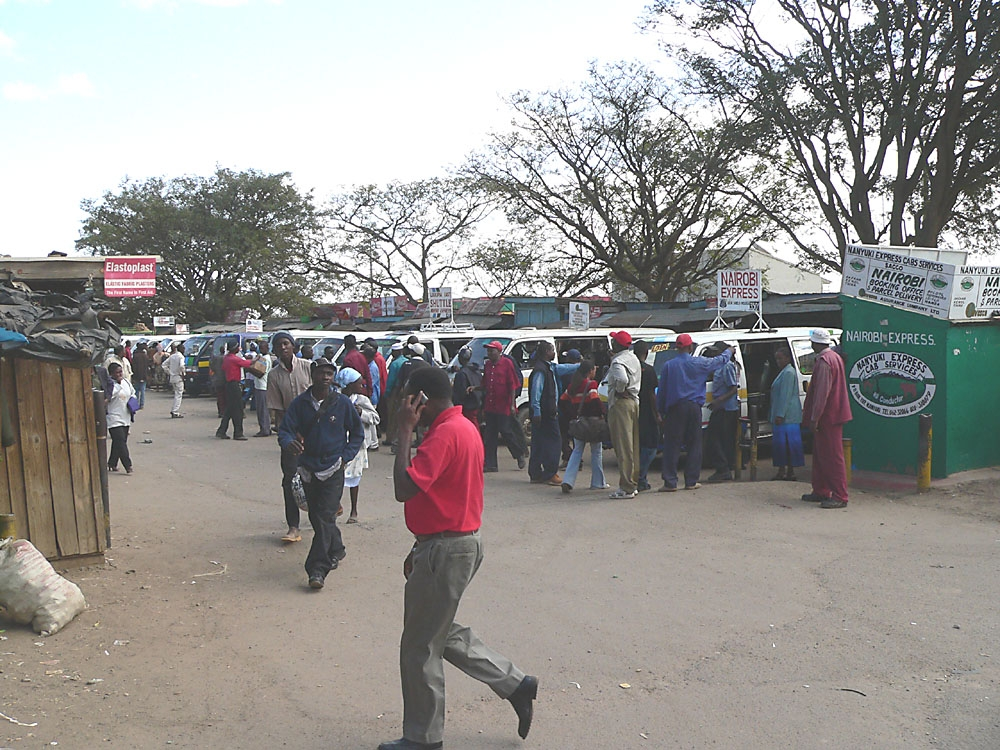
Матату (автовокзал)
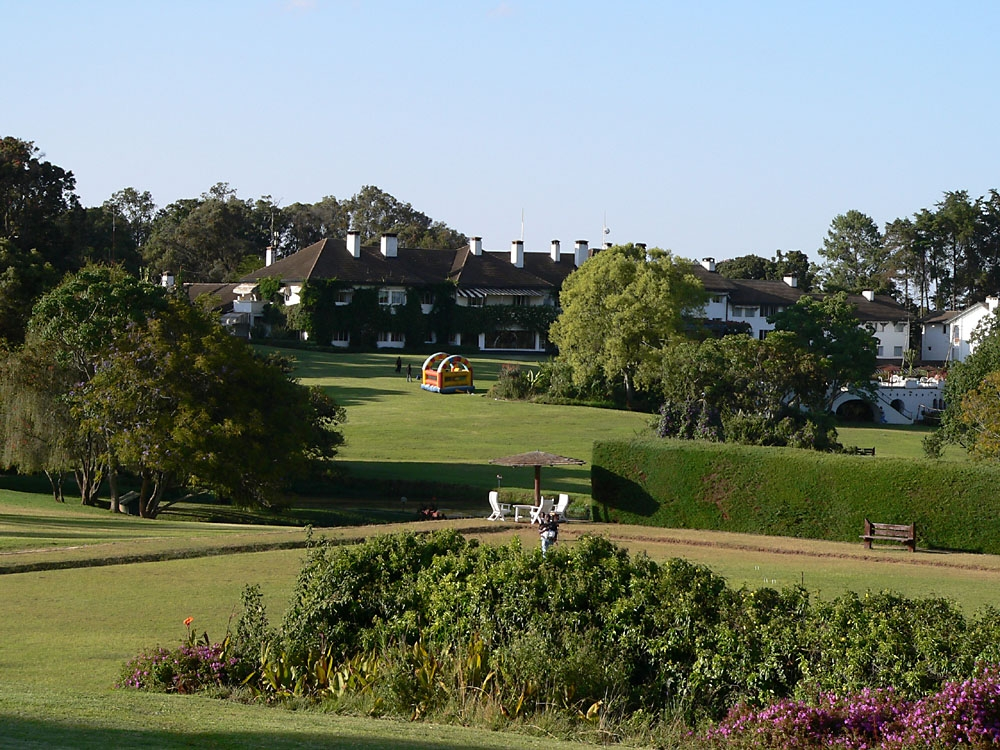
Сафарі-клуб Маунт Кенія
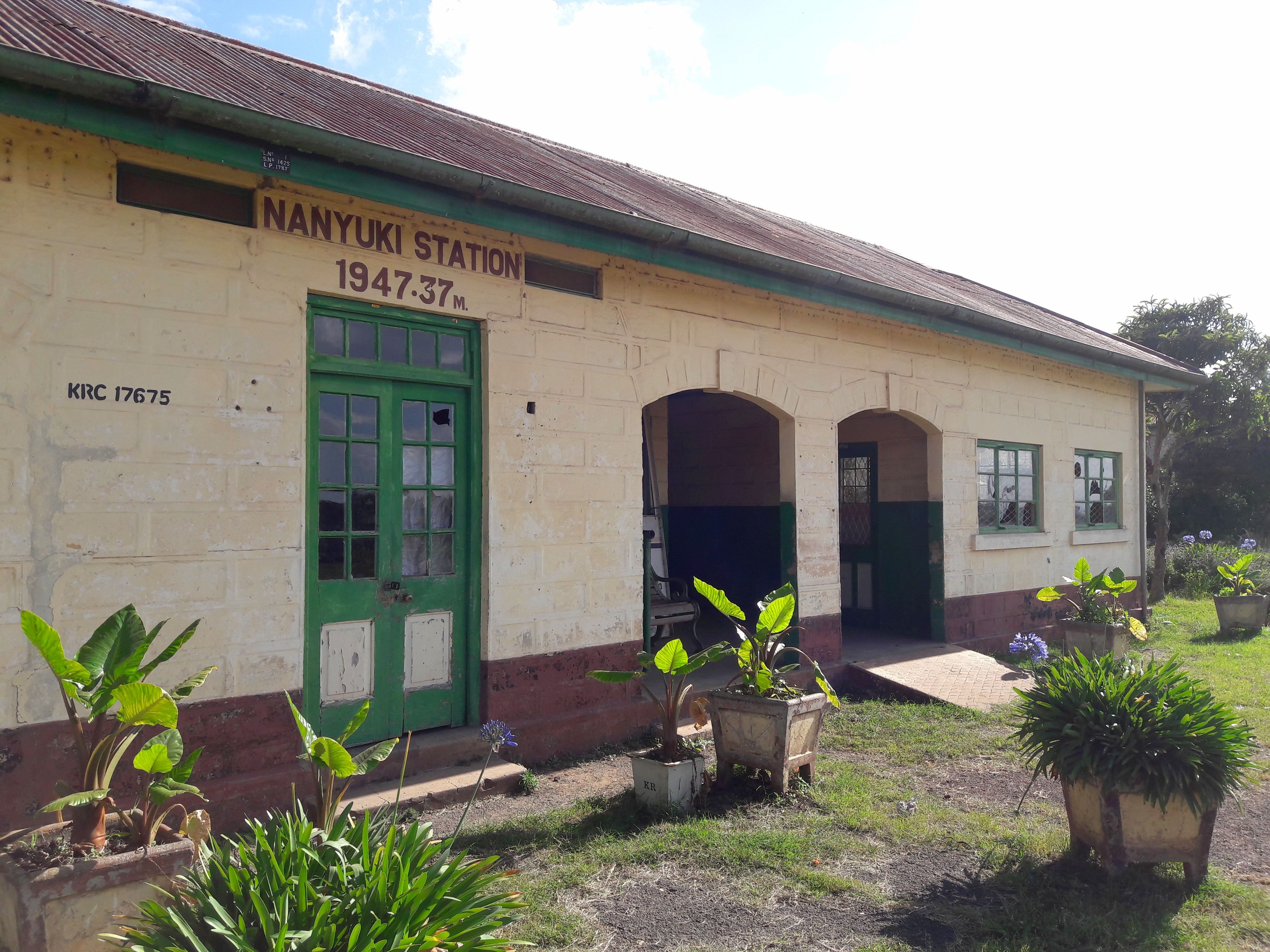
Залізничний вокзал Нанюки